# Ruhrkedlen
Ruhrkedlen er betegnelsen for et omringningsslag som foregik i og omkring Ruhr-distriktet i Tyskland i marts-april 1945. Slaget markerede i praksis afslutningen på den organiserede modstand på Vestfronten under 2. verdenskrig. Ved slagets afslutning var over 300.000 tyske soldater blevet taget til fange

## Baggrund
Efter at de Vestallierede styrker havde krydset Rhinen den 23. og 24. marts 1945 trængte de allierede tropper hurtigt frem nord og syd for Ruhr-distriktet. Den 1. april afsluttede amerikanske tropper omringningen, da de mødtes ved Lippstadt. Mod nord stødte britiske og canadiske tropper frem og mod syd stødte amerikanske enheder længere ind i Tyskland. I Ruhrkedlen var indesluttet millioner af civile og over 300.000 tyske soldater fra Heeresgruppe B. Disse udgjorde resterne af i alt 21 divisioner.
Mod syd var lommen afgrænset af floden Sieg mens Rhinen udgjorde kedlens naturlige vestgrænse.

## Kommandoforhold
De tyske hære var under kommando af feltmarskal Walter Model. De civile myndigheder og de paramilitære enheder fra NSDAP og Volkssturm var efter den 24. marts underlagt Gauleiter Albert Hoffmann, der havde titel af Leitender Reichsverteidigungskommissar-West (ledende rigsforsvarskommissær-vest).
De amerikanske tropper syd og nord for Ruhr-området var under kommando af henholdsvis generalløjtnant Courtney H. Hodges, der havde kommandoen over 1. armé, og generalløjtnant William H. Simpson der havde kommandoen over 9. armé.

## Slaget
Efter at have overskredet Rhinen trængte de allierede hære i alle retninger. Mod syd tog 1. amerikanske armé retning mod nordøst og dannede herved den sydlige kæbe af knibtangsangrebet. Mod nord drejede den amerikanske 9. armé, som siden slaget i Ardennerne havde været underlagt Bernard Montgomerys 21. armégruppe, mod sydøst og udgjorde herved den nordlige kæbe af knibtangen.
Overfor de allierede hære stod resterne af den udmarvede tyske hær, nogle få SS træningsenheder og et stort antal Volkssturm-enheder. Volkssturm var militsenheder for ældre mænd, herunder veteraner fra 1. verdenskrig samt Hitlerjugend-enheder med drenge ned til 12-årsalderen.
De to allierede knibtangskæber mødtes den 1. april 1945 i nærheden af Lippstadt. Den 4. april var omringningen fuldstændig og 9. armé blev overført til Omar Bradleys 12. armégruppe. Inde i Ruhrkedlen var der omkring 430.000 tyske soldater fra Heeresgruppe B, der bestod af 21 divisioner fra Wehrmacht samt millioner af civile som var fanget i byer, som var stærkt beskadigede efter talrige allierede bombeangreb.
Mens hovedangrebene fortsatte længere ind i det centrale og nordlige Tyskland indsnævrede amerikanske styrker Ruhrkedlen mere og mere. Den 12. april 1945 begyndte en operation, som skulle dele området. Fra syd delte den 86. infanteridivision den 15. april kedlen i en østlig og en vestlig del ved Hagen. Den østlige overgav sig den følgende dag.
I den vestlige del, herunder Düsseldorf og Duisburg, fortsatte modstanden indtil den 18. og den 21. april. Frem for at overgive sig og bryde sin personlige ed til Adolf Hitler om at han ville kæmpe til døden, valgte feltmarskal Walter Model at begå selvmord i en skov ved Ratingen syd for byen Duisburg.
De overlevende 325.000 tyske soldater fra Ruhrkedlen og nogle civile blev interneret i store improviserede krigsfangelejre i form af marker omkranset med pigtråd. Her boede de under fri himmel og mange døde i starten af især dysenteri på grund af de utilstrækkelige sanitære forhold.

## Film
- Die Ruhrkesselschlacht 1945 (100 Min.) Film fra Delta Produktion (Gunther Dudda) i Schmallenberg.
- Kriegsende an Rhein, Ruhr und Weser TV-serie i tre dele fra WDR (2005).
- Der Feuersturm am Rhein dvd fra Chronos Film GmbH
- Udsnit fra filmene kan hentes gratis fra National Archives Arkiveret 17. oktober 2010 hos  Wayback Machine i Washington, D.C..